# 테일러 트웰먼
테일러 트웰먼(영어: Taylor Twellman, 1980년 2월 29일 ~ )은 미국의 전직 축구 선수로 포지션은 공격수이다. 2005년 메이저 리그 사커 득점왕에 오르는 등 활약을 하다 2010년 은퇴를 하였다.